# 日本细菌战资源库
日本细菌战资源库是中国国家图书馆以海外征集的日本细菌战档案为基本素材建设的数据库，已于2020年9月2日发布，该数据库免费向公众开放。

## 背景
2020年是中国抗日战争胜利75周年。中日关系多次因为日本内阁总理大臣参拜靖国神社和钓鱼岛问题而紧张，2019冠状病毒病疫情发生后，日本为改善与中国的关系，向中国捐赠大量物资，两国的关系暂时得到缓解。日本发生疫情后，即使中国政府努力的向日本输送物资，但是由于日本疫情的快速发展，所以日本民间一直有对日本政府和中国政府不满的情绪。